# Тистла-де-Герреро
Тистла-де-Герреро (исп. Tixtla de Guerrero) — город в муниципалитете Тистла-де-Герреро Мексики, входит в штат Герреро. Население 21 720 человек.